# Populus platyphylla
Populus platyphylla là một loài thực vật có hoa trong họ Liễu. Loài này được T.Y. Sun miêu tả khoa học đầu tiên năm 1985.